# ساختار نمک طعام

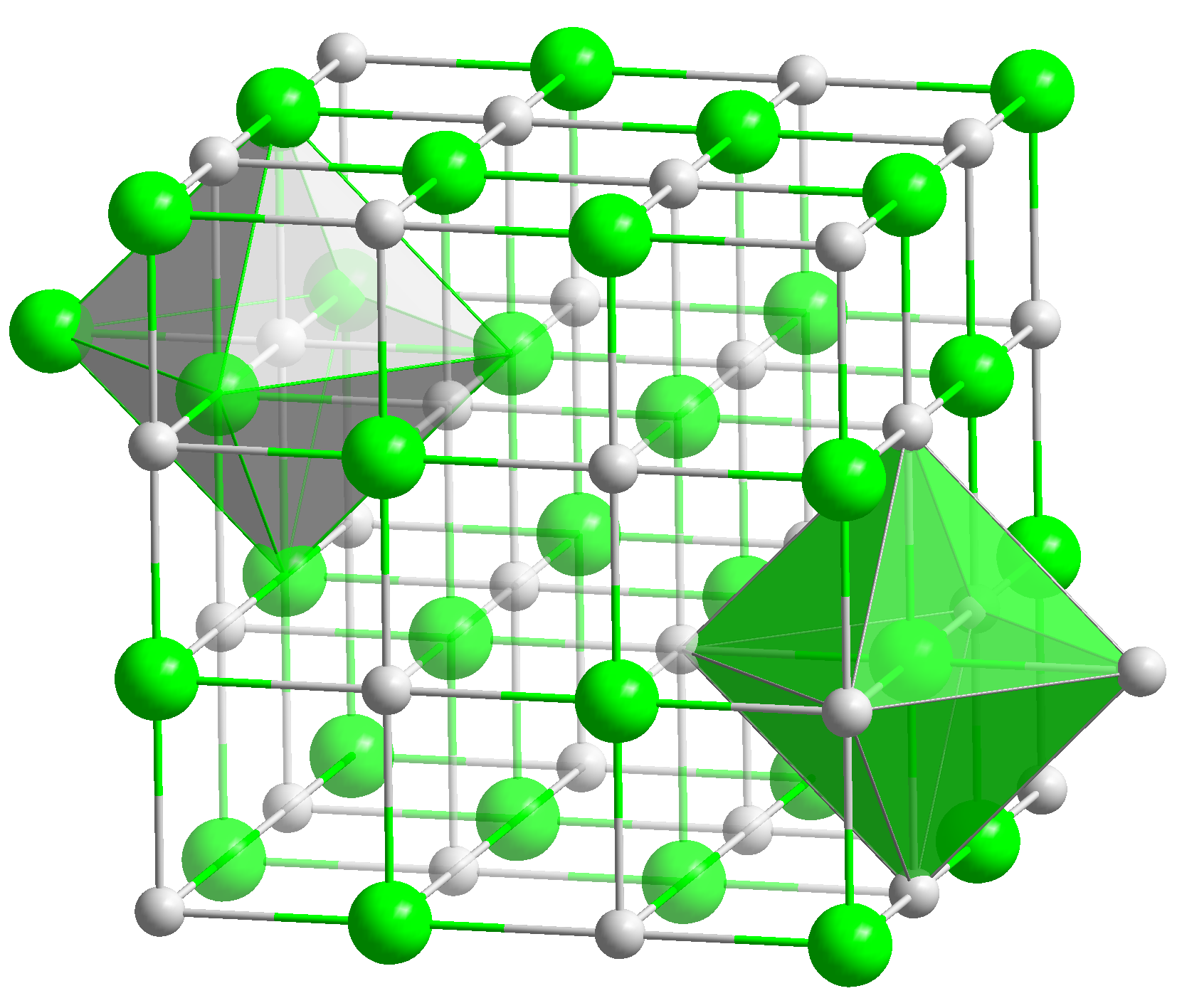

ساختار نمک طعام یکی از ساختارهای بر پایهٔ شبکهٔ مکعبی وجوه مرکزپر است. در این ساختار، آنیونها شبکهٔ fcc را به وجود می‌آورند که تمام حفره‌های هشت وجهی آن به وسیلهٔ کاتیونها پر شده است. بر طبق قانون اول پائولینگ نسبت شعاع کاتیون به شعاع آنیون در این ساختار باید بین ۰/۴۱۴ الی ۰/۷۳۲ باشد.
از آنجایی که در شبکهٔ fcc، نسبت اتم‌ها/یون‌ها به حفره‌های هشت وجهی ۱:۱ است، بنابراین ترکیباتی که چنین ساختاری دارند، از لحاظ استوکیومتری ایده‌آل به صورت MX هستند.

## مثال‌هایی از ترکیبات دارای این ساختار
- NaCl
- پتاسیم کلرید
- لیتیم فلورید
- منیزیم اکسید
- کلسیم اکسید
- اکسید استرانسیم
- اکسید نیکل(II)
- اکسید کبالت(II)